# North London Garage

W. E.Cook auf NLG 2,7 ltr. (1909)

North London Garage, kurz NLG war ein englischer Hersteller, der von 1905 bis 1912 Motorräder mit Einbaumotoren produzierte.
Bekannt wurde NLG durch den ersten gezeiteten Geschwindigkeitsrekord für Motorräder am 16. Juni 1909 von William E. Cook auf der Brooklandsbahn. Er erreichte mit einer NLG, angetrieben von einem Peugeot V-Twin-Motor mit 944 cm³ Hubraum und Riemenantrieb, 122,16 km/h. Ebenfalls 1909 fuhr Cook auf einer NLG, angetriebenen von einem J.A.P.-V2-Motor, einen inoffiziellen Rekord von 144,8 km/h. Der dabei verwendete Motor mit einem Hubraum von 2714 cm³ gilt heute noch als der größte seiner Art.